# Furkó Kálmán (karatemester)
Furkó Kálmán (Nyírbátor, 1947. január 2. – 2021. augusztus 3.) magyar katonatiszt, ezredes, nyolcdanos karatemester, sportvezető. A karate egyik hazai atyja, a támadó közelharc megalapítója a Magyar Honvédségben.

## Életútja
Furkó Kálmán és Rádi Rozália gyermekekként született. 1961-ben Budapesten a vasútgépészeti technikumban folytatta tanulmányait. 1965-ben itt érettségizett és a Testnevelési Főiskolára jelentkezett sikertelenül. Ezt követően egy évet a MÁV Északi Járműjavítóban dolgozott technikusként.
Következő felvételije már sikeres volt, így 1966–67-ben 11 hónap sorkatonai szolgálatot teljesített az egri felderítő zászlóaljnál, ahol először találkozott a közelharccal. A főiskolán Galla Ferenc tanította a cselgáncsot és a birkózást. Ennek során a test-test elleni küzdelem újabb eszközeit ismerte meg. 1971-ben szerzett testnevelés tanári diplomát és 1973-ig a TFSE cselgáncsozója maradt, de közben már az elsők között ismerkedett Magyarországon a karatéval.
A diploma megszerzése után először Vácra helyezték, de hamarosan a szolnoki felderítő zászlóaljhoz került, ahol katonák ezreit tanította a közelharcra, önvédelemre.
A magyarországi kjokusin karate egyik alapítója. 1976-tól már nemzetközi karateversenyeken is indult. 1977 őszén alapította meg a Szolnoki LTE klubot, ahol számos válogatott versenyzőt nevelt és készített fel. 1979-ben a tokiói világbajnokságon a kjokusin karate válogatott vezetője és versenyzője volt. 1981-ben Svédországban, 1984-ben Japánban járt tanulmányúton. Első danját 1978-ban szerezte. 2017-ben, a Kazahsztánban megrendezett világbajnokságon a nyolcadik mesterfokozatot is megszerezte.
Az 1980-as évek közepétől hosszú ideig a Magyar Kjokusin Karate Szervezet elnökeként tevékenykedett. Továbbá a Magyar Karate Szakszövetség alelnöke és a Magyar Fullcontact Karate Szervezet elnöke, emellett az Európai és a WKO Világszervezet övvizsgabizottságának is tagja volt.
Unokája Furkó Kálmán (1997) Európa-bajnok evezős.

## Művei
- Furkó Kálmán–Bogdán Olivér: Katák a kyokushin karatéban; magánkiad., Répcelak, 2002

## Díjai, elismerései
- Magyar Népköztársasági Sportérdemérem bronz fokozat (1983)[5]
- Aranykoszorús I. osztályú ejtőernyőstiszt (1997)[6]
- Jász-Nagykun-Szolnok Megyei Testnevelési és Sportdíj (1998)[7]
- Ezüst Pelikán Díj (1998)[8]
- Kővári Tamás-díj (1999)[9]
- Magyar Köztársasági Arany Érdemkereszt,  katonai tagozat (2007)[10]
- Pro Mililtium Artibus (a hadtudományért) (2011)[11]
- Jász-Nagykun-Szolnok Megyei Területi Príma Díj (2013)[12]
- Csik Ferenc-díj (2015)[13]
- Haza Samu-életműdíj (2016)